# 马尼 (摩泽尔省)
马尼（法語：Many，法語發音：[mani]）是法国摩泽尔省的一个市镇，属于福尔巴克-布莱摩泽尔区。

## 地理
马尼（49°0'9"N, 6°31'18"E）面积8.22 平方千米，位于法国大東部大區摩泽尔省，该省份为法国东北部内陆省份，是洛林的一部分，西南接默尔特-摩泽尔省，东临下莱茵省，北与卢森堡和德国接壤。
与马尼接壤的市镇（或旧市镇、城区）包括：阿兰库尔、阿里扬斯、埃尔尼、奥拉库尔、曼维莱尔、蒂库尔。

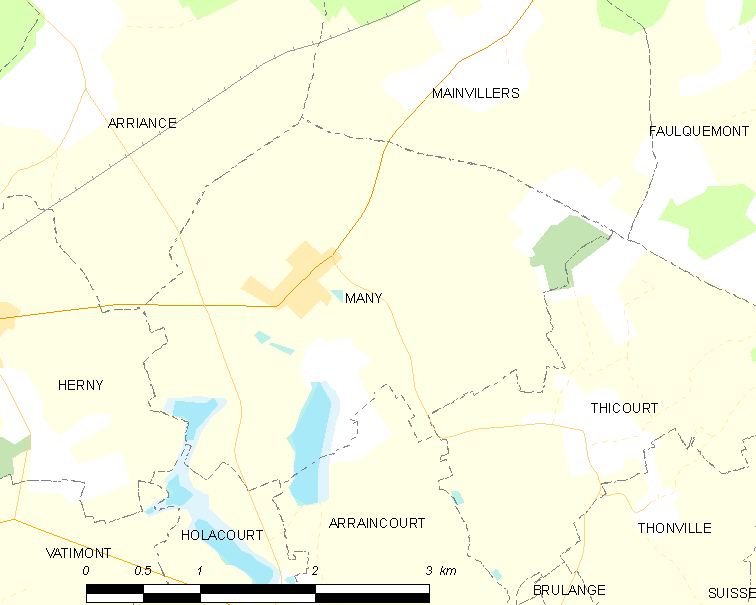
的OSM定位图

马尼的时区为UTC+01:00、UTC+02:00（夏令时）。

## 行政
马尼的邮政编码为57380，INSEE市镇编码为57442。

## 政治
马尼所属的省级选区为福尔克蒙县。

## 人口

1962-2008年间人口变化图示

马尼于2022年1月1日时的人口数量为251人。